# Sebastian Giovinco
Sebastian Giovinco (Torino, 26 gennaio 1987) è un ex calciatore italiano, di ruolo attaccante o centrocampista.
Durante la sua carriera ha vestito le maglie di Juventus, Empoli, Parma, Toronto FC, Al-Hilal e Sampdoria, vincendo due campionati italiani (2013 e 2014), due Supercoppe italiane (2012 e 2013) e un campionato di Serie B (2007) con la maglia bianconera; un titolo MLS (2017) e tre Canadian Championship (2016, 2017 e 2018) con il Toronto FC, oltre ad avere ottenuto diversi riconoscimenti individuali, tra cui quello di miglior giocatore e capocannoniere. Nella stagione 2019-2020 conquista prima la AFC Champions League, primo titolo continentale in carriera, e poi due campionati consecutivi e una coppa nazionale con l'Al Hilal.
Ha fatto parte della nazionale olimpica, con cui nel 2008 ha dapprima vinto il Torneo di Tolone e poi partecipato ai Giochi di Pechino 2008. In azzurro è stato semifinalista all'Europeo Under-21 di Svezia 2009, finalista al campionato d'Europa 2012 e terzo classificato alla Confederations Cup di Brasile 2013.

## Biografia
Nasce a Torino da genitori di origine meridionale (madre di Catanzaro e padre di Bisacquino, in provincia di Palermo). Il fratello minore, Giuseppe, è anch'egli un calciatore. Vive fin dalla nascita a Beinasco, comune della prima cintura torinese. È legato alla compagna Sharj, ragazza di origini argentine, ma cresciuta in Italia. La coppia ha due figli.

## Caratteristiche tecniche
Nato come trequartista, una volta al Parma, sotto la guida tecnica di Franco Colomba, incomincia a essere impiegato saltuariamente anche come seconda punta; è anche stato impiegato come esterno in un tridente d'attacco su entrambe le fasce. Dopo il passaggio al Toronto FC, è stato schierato anche da prima punta, grazie alle sue doti realizzative. Fantasista, dalla statura bassa e dal fisico minuto – da cui nasce il suo soprannome Formica atomica –, era dotato di grande tecnica, agilità e velocità palla al piede; era inoltre molto abile nel dribbling, nelle triangolazioni strette e nel fornire assist per i compagni grazie alla sua visione di gioco. Aveva anche ottime doti nei calci da fermo, grazie alle quali ha segnato molte delle sue reti, ed era in grado di calciare con entrambi i piedi.

## Carriera

### Giocatore

#### Club

##### Juventus

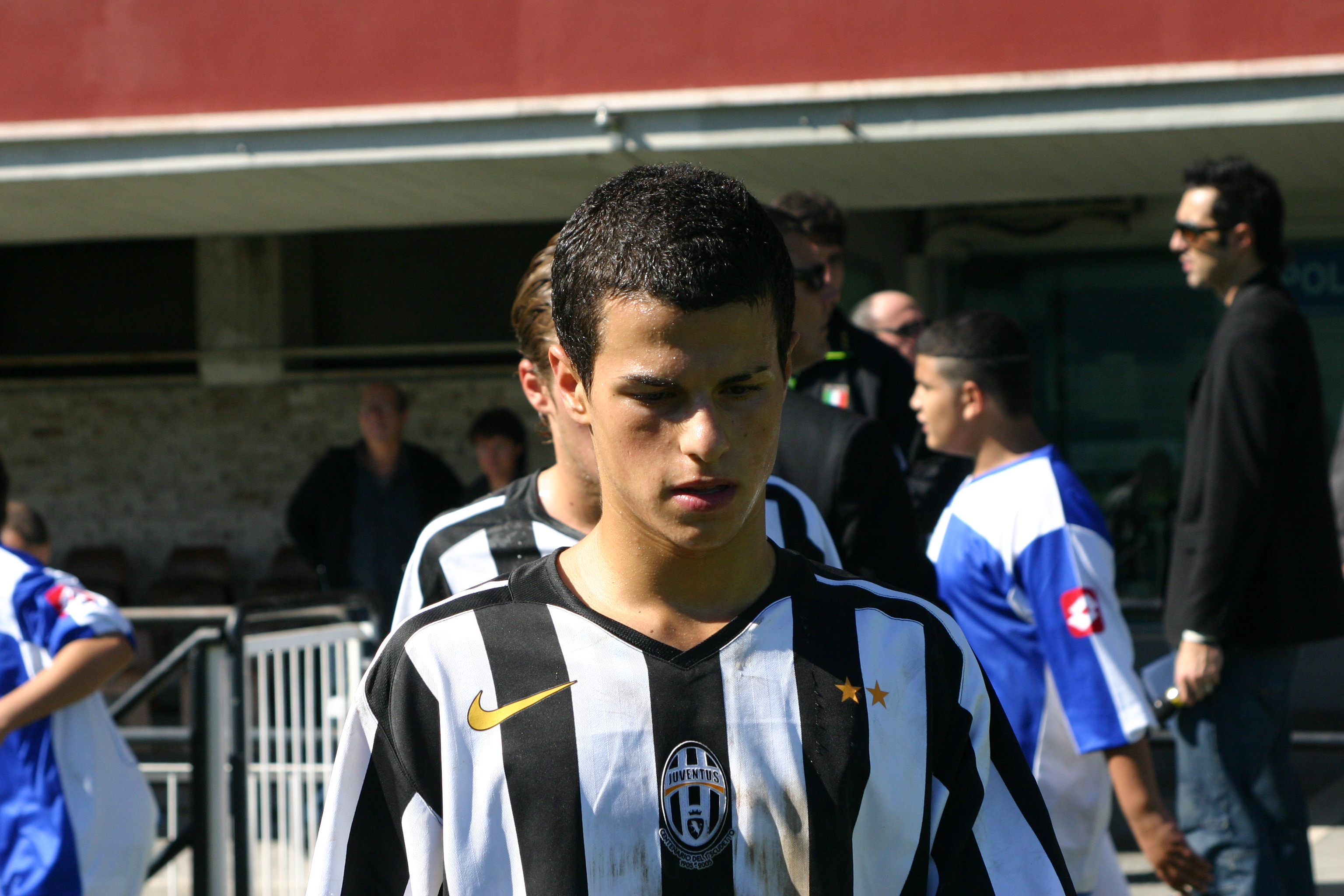
Giovinco con la squadra Primavera della Juventus durante la finale della Wojtyła Cup 2005

Dopo un paio di stagioni nel San Giorgio Azzurri '86, entrò nel vivaio della Juventus, con la quale militerà in tutte le squadre giovanili, vincendo tra il 2005 e il 2006 il Torneo di Viareggio e il Campionato Primavera – alla fine del quale verrà premiato dal Guerin Sportivo quale miglior giocatore della fase finale del torneo.
Nella stagione 2006-2007 rimase inquadrato nella squadra Primavera, conquistando con i propri compagni la Supercoppa e la Coppa Italia di categoria. Allo stesso tempo, con la società torinese ritrovatasi declassata d'ufficio in Serie B dopo le sentenze di Calciopoli, Giovinco fu tra gli elementi delle giovanili bianconere che vennero saltuariamente aggregati alla prima squadra onde rimpolparne le seconde linee: esordì da professionista il 12 maggio 2007, a 20 anni, nella vittoria casalinga in campionato contro il Bologna, subentrando a Raffaele Palladino e servendo nell'occasione l'assist a David Trezeguet per la rete del definitivo 3-1. A fine stagione, con 3 presenze contribuì da comprimario alla vittoria del torneo cadetto e all'immediato ritorno della Juventus in massima serie.

##### Empoli
Circa un mese più tardi, il 4 luglio 2007, venne ceduto in prestito all'Empoli nell'ambito dell'operazione che portò Sergio Bernardo Almirón alla Juventus. L'esordio in Serie A è datato 26 agosto 2007: il tecnico empolese Luigi Cagni lo mandò in campo per l'ultima mezz'ora di gioco della partita contro la Fiorentina, valida per la prima giornata. Il 30 settembre seguente realizzò la prima rete in carriera nella massima serie, più precisamente il secondo dei tre gol con cui l'Empoli si impose in casa per 3-1 sul Palermo. Il 4 ottobre fece il suo esordio ufficiale in campo europeo, in occasione della partita di ritorno del primo turno di Coppa UEFA contro lo Zurigo, persa in trasferta per 3-0.
Chiuse la prima stagione in Serie A con sei gol all'attivo in 35 partite, aggiudicandosi il Premio Leone d'Argento, assegnato, unitamente a un voto attraverso Internet, da una giuria tecnica composta da giornalisti e rappresentanti del tifo empolese. La squadra toscana, classificatasi al diciottesimo posto finale, retrocesse però in Serie B.

##### Primo ritorno alla Juventus

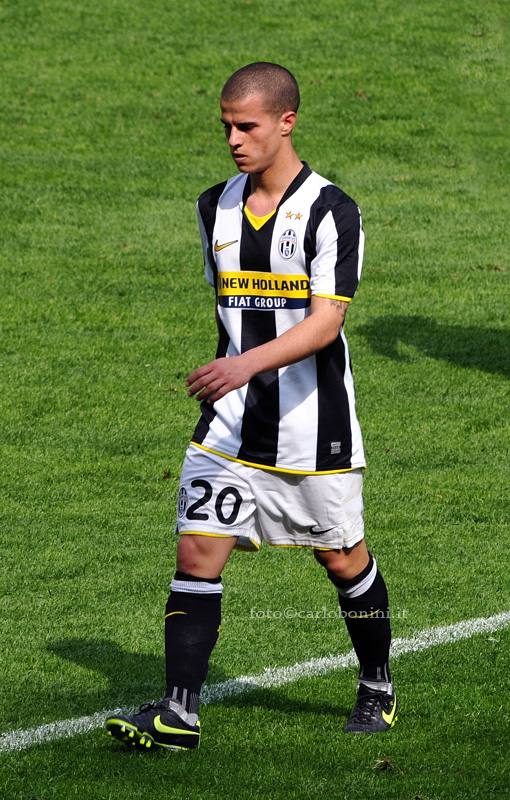
Giovinco con la prima squadra juventina nel campionato 2008-2009

Il 26 giugno 2008 la Juventus esercitò la propria opzione sul suo cartellino richiamandolo tra le sue file. Giovinco disputò la prima partita stagionale in bianconero il 26 agosto, nella gara di ritorno del terzo turno preliminare di Champions League contro l'Artmedia, mentre in Serie A esordì poco meno di un mese dopo, il 24 settembre, contro il Catania.
Il 30 settembre giocò la prima gara da titolare in Champions League contro il BATE Borisov, fornendo due assist per le reti di Iaquinta, mentre il 7 dicembre realizzò il primo gol stagionale nel match contro il Lecce, segnando su calcio di punizione il gol del momentaneo 1-0. Chiuse la prima stagione con la Juventus avendo totalizzato 3 reti in 27 presenze.
La stagione 2009-2010, durante la quale sulla panchina juventina si avvicendano Ciro Ferrara e Alberto Zaccheroni, per Giovinco non è come la precedente: la concorrenza del neoacquisto Diego si traduce in diverse esclusioni dall'undici titolare, situazione a cui si aggiungono frequenti infortuni e che, complessivamente, gli fa mettere a referto solo 19 presenze e un gol. Al termine di questa difficile annata palesa pubblicamente il suo malcontento, lasciando intendere la volontà di lasciare Torino per poter giocare con maggiore continuità.

##### Parma
Il 5 agosto 2010 passa al Parma in prestito oneroso per un milione di euro, con diritto di riscatto per la metà del cartellino fissato a tre milioni. Esordisce con la nuova maglia in Parma-Brescia il 29 agosto 2010, prima giornata del campionato 2010-2011, terminata 2-0 per gli emiliani: nell'occasione è autore dell'assist che porta Valeri Božinov a realizzare il gol dell'1-0. Nella gara seguente, persa 2-1 a Catania, realizza la prima rete in maglia gialloblù con un calcio di punizione. Il 6 gennaio 2011 segna una doppietta alla sua ex squadra, la Juventus. La sua stagione prosegue positivamente e terminerà con 30 presenze e 7 gol.
Il 22 giugno 2011 il Parma esercita l'opzione di riscatto per la metà del cartellino del giocatore. L'11 settembre torna a segnare contro la Juventus nella seconda giornata di campionato a Torino, dove realizza su rigore la rete nella sconfitta per 4-1. Nella giornata successiva, in occasione di Parma-Chievo mette a segno una doppietta, facendo prevalere la squadra emiliana per 2-1. A fine stagione è il capocannoniere della squadra con 15 gol. Chiude la sua esperienza emiliana con 22 marcature in 66 partite.

##### Secondo ritorno alla Juventus

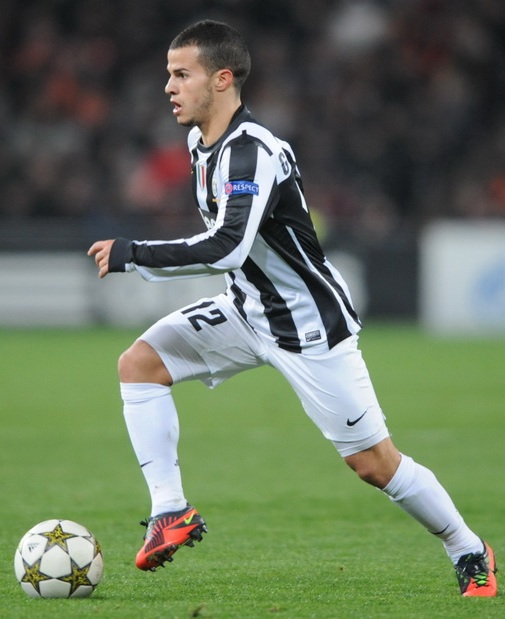
Giovinco in maglia juventina nella stagione 2012-2013

Il 21 giugno 2012 la Juventus riscatta la metà del cartellino del giocatore, versando nelle casse dei ducali 11 milioni di euro. Gli è assegnata la maglia numero 12. L'11 agosto fa il suo secondo esordio con la maglia della Juventus, a Pechino, in Supercoppa italiana dove la Juventus supera il Napoli per 4-2 dopo i tempi supplementari. Segna i suoi primi 2 gol in questo campionato alla seconda giornata contro l'Udinese, terminata 4-1 per la Juventus.
Il 7 novembre successivo segna la prima rete in Champions League, nella gara interna contro i danesi del Nordsjælland, terminata 4-0.
Alla prima di Coppa Italia, contro il Cagliari, segna la sua prima rete stagionale nella competizione, decidendo l'incontro per 1-0 e sancendo il passaggio della Juventus ai quarti di finale. Curiosamente, la rete arriva in data 12/12/12, è la 12ª in maglia bianconera, è stata segnata al 12' della ripresa e indossando la maglia numero 12. Il 9 gennaio 2013 in Coppa Italia ai quarti di finale contro il Milan (2-1), mette a segno il suo decimo gol stagionale, il suo primo su punizione dopo il ritorno alla Juventus.
Il 5 maggio successivo, grazie alla vittoria casalinga della Juventus sul Palermo per 1-0, vince – con tre giornate di anticipo – il primo scudetto personale. Nella stagione 2013-2014 segna la sua prima rete il 6 ottobre 2013 nella partita vinta 3-2 contro il Milan: questo è un gol particolare poiché il pallone dopo essere stato calciato buca la rete. Conclude la stagione con 17 presenze e due gol.
Nel 2014-2015, complice l'arrivo di Massimiliano Allegri alla guida dei bianconeri, il suo spazio alla Juve diminuisce.

##### Toronto
Nel gennaio 2015 si accorda con il Toronto FC in vista di un suo prossimo approdo in Nordamerica al termine della stagione 2014-2015; il successivo 2 febbraio risolve anticipatamente il legame con la Juventus in modo da aggregarsi subito al club canadese, prima dell'inizio della Major League Soccer 2015. Il contratto con il Toronto prevede uno stipendio totale di 7 milioni di dollari, cifra che ne fa, all'epoca, il calciatore più pagato del massimo campionato nordamericano.

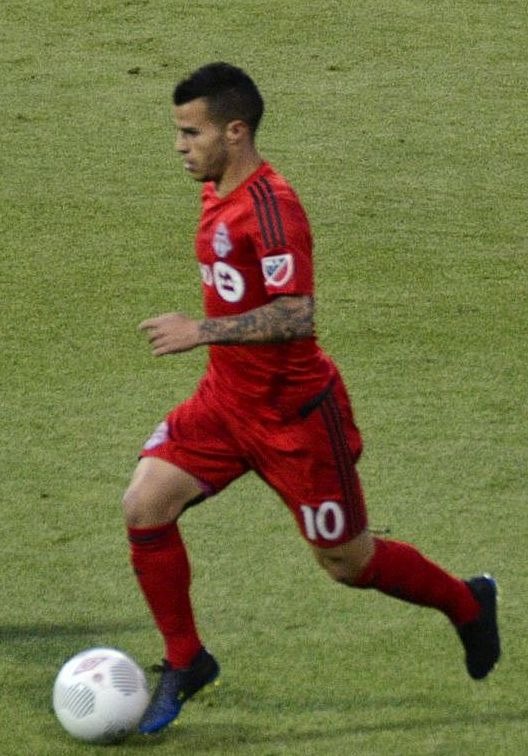
Giovinco al Toronto FC nel 2015

Nelle prime dodici partite segna sette gol, fornisce sei assist, è primo per tiri (61) e conclusioni in porta (28), entrando nella storia ventennale della MLS e venendo premiato per due volte come "calciatore della settimana" a giugno. Nel luglio del 2015 segna una tripletta contro il New York City, sbagliando anche un rigore; alla fine del mese, viene eletto il miglior giocatore del mese della MLS. Il 6 agosto segna una seconda tripletta nella vittoria casalinga contro l'Orlando City (4-1), stabilendo, con 16 gol, il nuovo record assoluto per un giocatore del Toronto nella stagione regolare della MLS; il record precedente apparteneva a Dwayne De Rosario. Segna uno dei suoi tre gol su calcio di punizione, che viene eletto il miglior gol della settimana. Il 26 settembre, nella vittoria casalinga contro il Chicago Fire (3-2), batte il record di gol più assist nella stessa stagione, salendo a quota 35 punti, con venti reti e quindici assist, superando il precedente primato di 34 punti di Chris Wondolowski, realizzato nel 2012; nella medesima partita, diventa anche il primo giocatore nella storia della MLS ad avere segnato almeno venti gol e fornito almeno dieci assist in una singola stagione. Il 14 ottobre entra dalla panchina e segna il gol decisivo nella vittoria casalinga contro il N.Y. Red Bulls (2-1), che assicura la partecipazione del Toronto FC ai playoff per la prima volta da quando si è affiliato alla MLS nel 2007. A fine stagione, si laurea capocannoniere della stagione con 22 gol, a pari merito con Kei Kamara, risultando anche il miglior assist-man del campionato con 16 assist. Il 29 ottobre, il Toronto viene eliminato al primo turno dei playoff, dopo la sconfitta esterna per 3-0 contro il Montréal Impact.
Nel corso della sua prima stagione nel campionato americano è votato per tre volte giocatore della settimana (alla 13ª, 14ª e 19ª giornata), in due occasioni giocatore del mese della MLS (a luglio e ad agosto) e inoltre il suo gol del parziale 3-1 segnato al volo contro il Columbus Crew il 26 luglio e che dà il via alla rimonta verso il 3-3 finale, è votato rete della settimana. Il 25 ottobre seguente, vince l'MLS Golden Boot, inoltre diviene il primo giocatore nella storia della Major League Soccer a vincere sia il titolo di miglior marcatore sia quello di miglior assist-man. Il 23 novembre viene premiato come miglior esordiente della stagione 2015 del campionato statunitense e il 2 dicembre seguente è premiato come giocatore dell'anno della MLS.

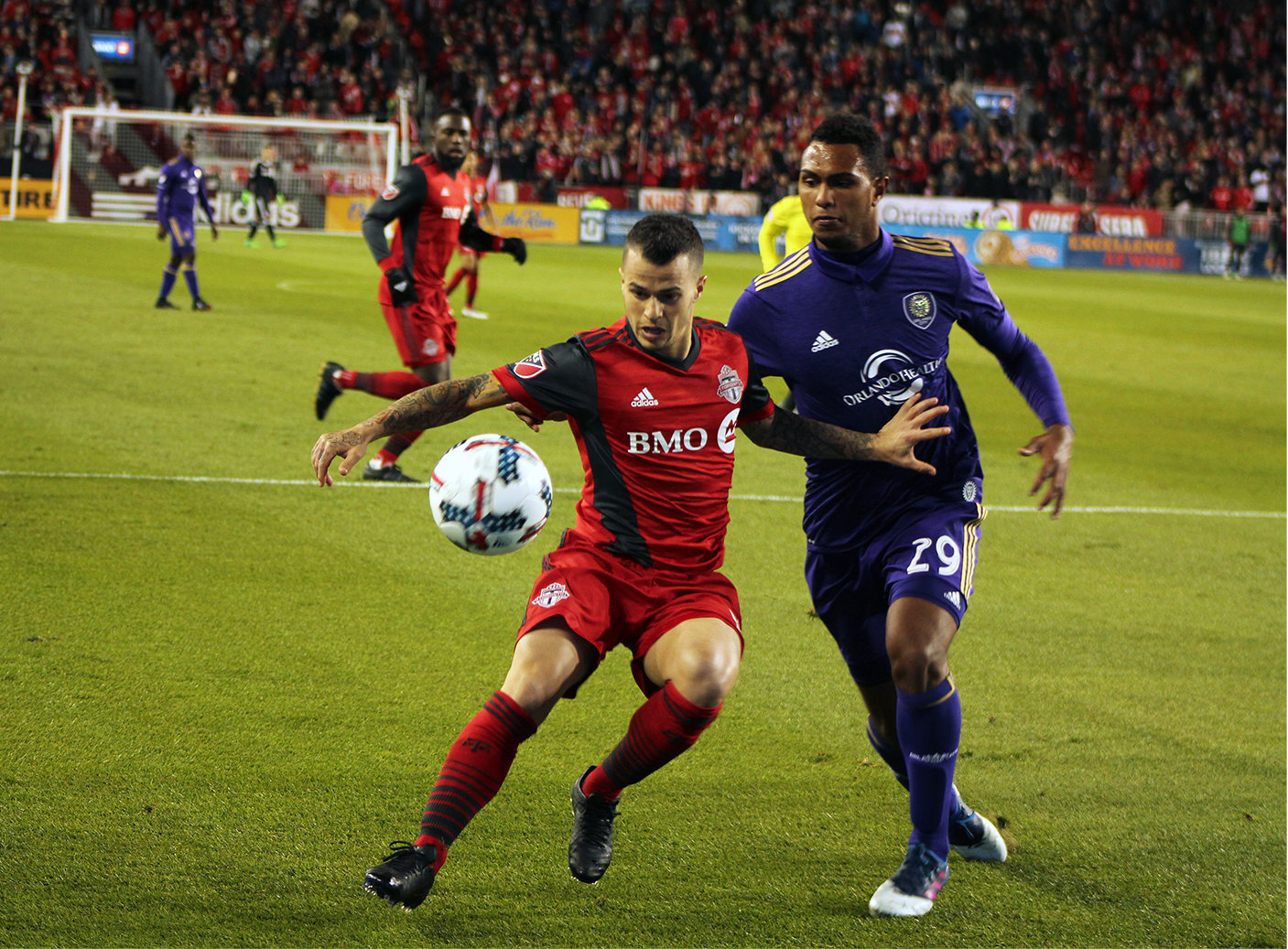
Giovinco (a sinistra) nel 2017

Il 6 marzo 2016, al primo turno della stagione 2016, Giovinco segna prima un gol su rigore e poi fornisce un assist per il compagno di squadra Marco Delgado nella vittoria esterna per 2-0 sul New York Red Bull. Il 23 aprile, la sua doppietta nella vittoria esterna per 2-0 nel derby canadese contro il Montréal Impact gli permette di eguagliare il record di reti segnate nella MLS con la maglia del Toronto di Dwayne De Rosario (28). Termina la sua seconda stagione in MLS con 21 reti e 15 assist in 34 giornate di campionato, compresi i play-off, segnando tre triplette contro D.C. United (4-1), N.E. Revolution (4-1) e New York City (0-5). È il terzo marcatore e il secondo miglior assist-man del campionato 2016. Il Toronto raggiunge la finale di MLS Cup il 10 dicembre 2016, perdendola contro i Seattle Sounders ai calci di rigore dopo un pareggio a reti inviolate.
Il 9 dicembre 2017, in una rivincita della finale dell'anno precedente al BMO Field, Toronto ha sconfitto Seattle 2-0 nella MLS Cup 2017, ed è diventata la prima squadra MLS a completare treble con la loro vittoria, così come la prima squadra canadese a vincere la MLS Cup; Giovinco è stato coinvolto in entrambi i gol, e ha dato il passaggio finale al marcatore Jozy Altidore per l'apertura.
Il Toronto, anche grazie al contributo di Giovinco, si guadagna un posto in finale di CONCACAF Champions League contro il Guadalajara, ma nella partita di ritorno il 25 aprile 2018, dove Giovinco segna due gol, il primo al 44º e il secondo ai calci di rigore, il Toronto perde 4-2, benché Giovinco ottenga il premio di miglior giocatore del torneo e finisca al primo posto nella classifica marcatori con un totale di quattro reti, a pari merito con il compagno di squadra Jonathan Osorio.
Complessivamente in quattro anni mette insieme 141 presenze e 83 gol.

##### Al-Hilal

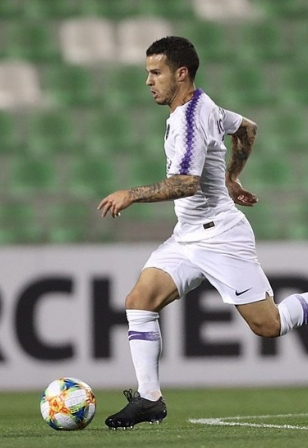
Giovinco con l'Al-Hilal nel 2019

Il 30 gennaio 2019 si trasferisce all'Al-Hilal, in Arabia Saudita per 875.000 euro.
Esordisce con gli Al-Zaʿīm il 23 febbraio seguente nella vittoria per 4-1 contro l'Al-Qadisiya, nella quale segna anche il suo primo gol. Il 5 marzo arriva l'esordio in AFC Champions League nella vittoria esterna contro l'Al-Ain. Il primo aprile 2019 esordisce in Coppa del Re dei Campioni nella sconfitta ai tempi supplementari per 2-3 contro l'Al-Ettifaq.
Il 23 aprile segna il suo primo gol in AFC Champions League; contro gli iraniani del Esteghlal, diventando il primo calciatore europeo a segnare in tre Champions League di tre confederazioni diverse, nel suo caso europea, asiatica e nordamericana, eguagliando il record che apparteneva a Diego Alonso e a Ricardo Oliveira. Il 24 novembre conquista il primo titolo continentale della carriera giocando da titolare entrambe le partite della finale di AFC Champions League 2019, fornendo l’assist dell'1-0 nella finale di ritorno a Al-Dossari. Complessivamente nella manifestazione ha giocato tredici partite segnando due reti e fornendo quattro passaggi vincenti. Viene convocato per il Mondiale per club in cui disputa due partite; la semifinale contro il Flamengo persa 3-1 e la finale per il terzo posto contro il Monterrey persa ai rigori. Il 29 agosto, con la vittoria sull'Al-Hazem in casa per 4-1, conquista il suo primo campionato saudita. Sempre nel 2020 vince la Coppa del Re dei Campioni mentre nel 2020-2021 bissa il successo in campionato segnando tuttavia solo un gol in questa stagione in Champions. Il 20 agosto 2021 dopo la rescissione consensuale rimane svincolato dal club saudita con cui ha conquistato quattro trofei e collezionato 83 presenze e segnato 16 reti.

##### Sampdoria e ritorno in Canada
Il 9 febbraio 2022 fa ritorno in Italia firmando un contratto sino al termine della stagione con la Sampdoria. L'esordio con i blucerchiati avviene il 5 marzo successivo, in occasione della partita in casa dell'Udinese, subentrando al 77' a Stefano Sensi, tornando così a giocare nella massima serie italiana dopo oltre 7 anni; tuttavia saranno solo 37 i minuti giocati in due partite di Serie A, complice un infortunio e il progressivo allontanamento dal gruppo squadra.
Il 22 settembre 2022 annuncia sul proprio profilo Instagram il coinvolgimento con la Juventus, come membro della Juventus Academy di Toronto, di fatto annunciando il proprio ritiro dal calcio giocato, all'età di 35 anni.

#### Nazionale

##### Nazionali giovanili e olimpica

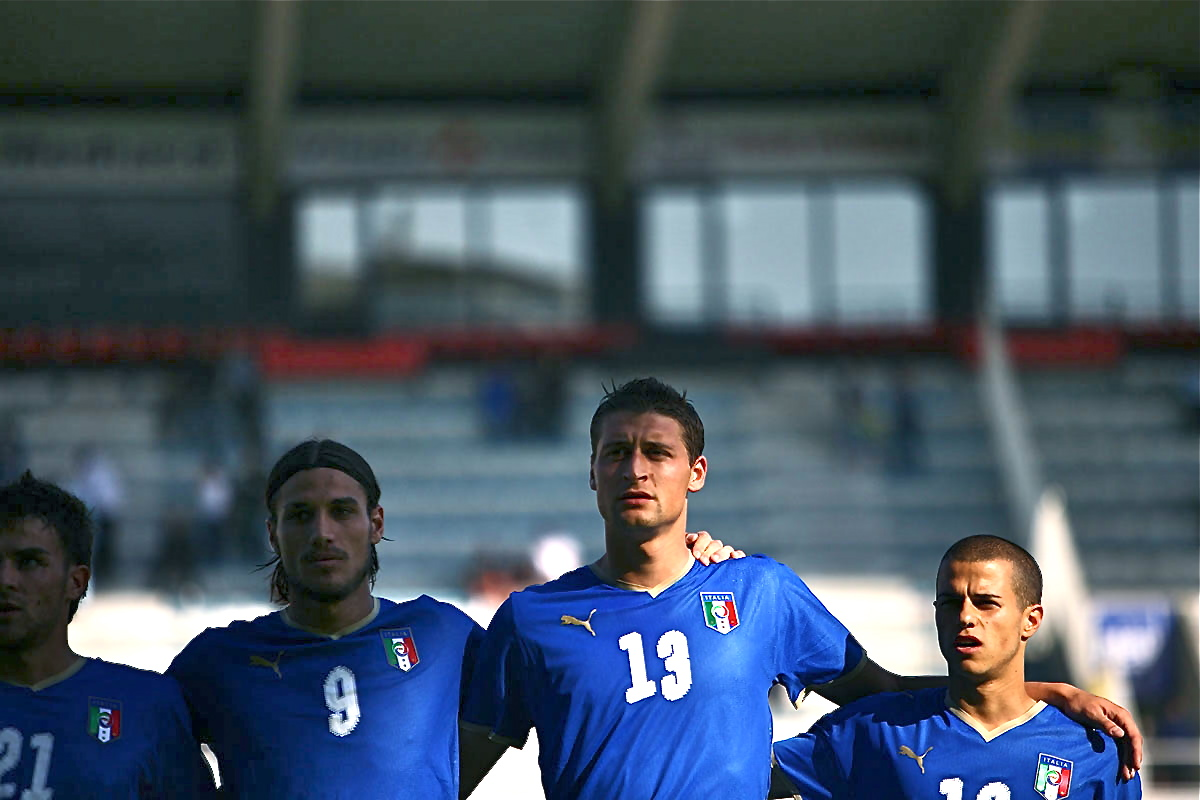
Giovinco (primo da destra) con la nazionale olimpica per il Torneo di Tolone 2008

Ha vestito la maglia delle nazionali giovanili dall'Under-16 fino alla nazionale olimpica. Il 1º giugno 2007 esordisce nella nazionale Under-21 allenata da Pierluigi Casiraghi, giocando da titolare nella gara contro l'Albania valida per la prima giornata di qualificazioni all'Europeo 2009.
Nel maggio del 2008 viene convocato in nazionale olimpica per partecipare al Torneo di Tolone, durante il quale totalizza 5 presenze e 2 reti venendo premiato come miglior giocatore. Nel luglio successivo partecipa ai Giochi olimpici di Pechino, disputando quattro partite e realizzando una rete all'esordio contro l'Honduras.
L'anno dopo partecipa all'Europeo Under-21 in Svezia, che vede l'Italia essere eliminata in semifinale dalla Germania. Con questa partita, che lo aveva visto tra i migliori in campo, si chiude il suo ciclo in Under-21. L'esperienza all'Europeo, dal punto di vista personale, è comunque positiva perché viene inserito dalla UEFA sia nel dream team della competizione sia nella lista dei 10 giocatori che maggiormente si sono messi in mostra durante la competizione.

##### Nazionale maggiore

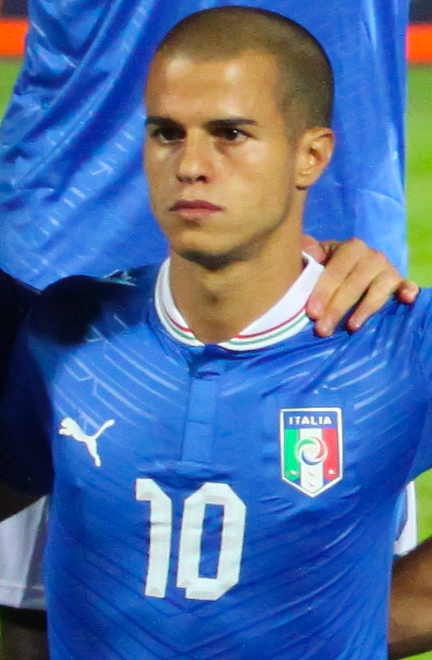
Giovinco con la maglia della nazionale maggiore nel 2012

Il 6 febbraio 2011 ottiene la prima convocazione nella nazionale maggiore a opera del CT Cesare Prandelli. Il 9 febbraio, a 24 anni, esordisce in nazionale subentrando al 28º del secondo tempo al posto di Stefano Mauri nella partita amichevole Germania-Italia (1-1) disputata a Dortmund.
Viene inserito nella lista dei 23 convocati da Prandelli per l'Europeo 2012, concluso al secondo posto da parte dell'Italia, dove viene impiegato unicamente da subentrante nelle prime due gare del girone contro Spagna e Croazia.
Inserito da Prandelli anche nell'elenco dei convocati per la FIFA Confederations Cup 2013, nella seconda partita del torneo segna la sua prima rete in nazionale, che permette agli azzurri di imporsi per 4-3 sul Giappone.
Il 5 ottobre 2018 vengono diramate le convocazioni del CT Roberto Mancini in occasione del duplice impegno contro l'Ucraina (in amichevole) e la Polonia (valevole per la Nations League 2018-2019), e Giovinco rientra tra i convocati, a circa tre anni dall'ultima volta. La Formica Atomica, tuttavia, non disputerà nessuno dei due match.

### Dopo il ritiro
Stabilitosi in Canada al termine dell'attività agonistica, nel settembre del 2022 inizia una collaborazione con la Juventus, sua ex squadra, per quanto riguarda la Juventus Academy Toronto.

## Statistiche

### Presenze e reti nei club
Statistiche aggiornate al 5 marzo 2022
| Stagione        | Squadra         | Campionato      | Campionato | Campionato | Coppe nazionali | Coppe nazionali | Coppe nazionali | Coppe continentali | Coppe continentali | Coppe continentali | Altre coppe | Altre coppe | Altre coppe | Totale | Totale |
| Stagione        | Squadra         | Comp            | Pres       | Reti       | Comp            | Pres            | Reti            | Comp               | Pres               | Reti               | Comp        | Pres        | Reti        | Pres   | Reti   |
| --------------- | --------------- | --------------- | ---------- | ---------- | --------------- | --------------- | --------------- | ------------------ | ------------------ | ------------------ | ----------- | ----------- | ----------- | ------ | ------ |
| 2006-2007       | Juventus        | B               | 3          | 0          | CI              | 0               | 0               | -                  | -                  | -                  | -           | -           | -           | 3      | 0      |
| 2007-2008       | Empoli          | A               | 35         | 6          | CI              | 1               | 0               | CU                 | 1                  | 0                  | -           | -           | -           | 37     | 6      |
| 2008-2009       | Juventus        | A               | 19         | 2          | CI              | 3               | 1               | UCL                | 5                  | 0                  | -           | -           | -           | 27     | 3      |
| 2009-2010       | Juventus        | A               | 15         | 1          | CI              | 0               | 0               | UCL                | 4                  | 0                  | -           | -           | -           | 19     | 1      |
| 2010-2011       | Parma           | A               | 30         | 7          | CI              | 2               | 0               | -                  | -                  | -                  | -           | -           | -           | 32     | 7      |
| 2011-2012       | Parma           | A               | 36         | 15         | CI              | 2               | 1               | -                  | -                  | -                  | -           | -           | -           | 38     | 16     |
| Totale Parma    | Totale Parma    | Totale Parma    | 66         | 22         |                 | 4               | 1               |                    | -                  | -                  |             | -           | -           | 70     | 23     |
| 2012-2013       | Juventus        | A               | 31         | 7          | CI              | 3               | 2               | UCL                | 7                  | 2                  | SI          | 1           | 0           | 42     | 11     |
| 2013-2014       | Juventus        | A               | 17         | 2          | CI              | 2               | 1               | UCL+UEL            | 4+7                | 0                  | SI          | 0           | 0           | 30     | 3      |
| 2014-gen. 2015  | Juventus        | A               | 7          | 0          | CI              | 1               | 2               | UCL                | 3                  | 0                  | SI          | 0           | 0           | 11     | 2      |
| Totale Juventus | Totale Juventus | Totale Juventus | 92         | 12         |                 | 9               | 6               |                    | 30                 | 2                  |             | 1           | 0           | 132    | 20     |
| 2015            | Toronto FC      | MLS             | 33+1       | 22+0       | CC              | 1               | 1               | -                  | -                  | -                  | -           | -           | -           | 35     | 23     |
| 2016            | Toronto FC      | MLS             | 28+6       | 17+4       | CC              | 3               | 1               | -                  | -                  | -                  | -           | -           | -           | 37     | 22     |
| 2017            | Toronto FC      | MLS             | 25+4       | 16+1       | CC              | 3               | 3               | -                  | -                  | -                  | -           | -           | -           | 32     | 20     |
| 2018            | Toronto FC      | MLS             | 28         | 13         | CC              | 1               | 1               | CCL                | 8                  | 4                  | CpC         | 1           | 0           | 38     | 18     |
| Totale Toronto  | Totale Toronto  | Totale Toronto  | 114+11     | 68+5       |                 | 8               | 6               |                    | 8                  | 4                  |             | 1           | 0           | 142    | 83     |
| gen.-giu. 2019  | Al-Hilal        | SPL             | 10         | 4          | KCC             | 2               | 0               | ACC+ACL 19         | 0+5                | 0+1                | -           | -           | -           | 17     | 5      |
| 2019-2020       | Al-Hilal        | SPL             | 26         | 7          | KCC             | 4               | 1               | ACL 19+ACL 20      | 8+4                | 1+1                | Cmc         | 2           | 0           | 44     | 10     |
| 2020-2021       | Al-Hilal        | SPL             | 21         | 1          | KCC             | 0               | 0               | ACL 21             | 0                  | 0                  | SS          | 1           | 0           | 22     | 1      |
| Totale Al-Hilal | Totale Al-Hilal | Totale Al-Hilal | 57         | 12         |                 | 6               | 1               |                    | 17                 | 3                  |             | 3           | 0           | 83     | 16     |
| feb.-giu. 2022  | Sampdoria       | A               | 2          | 0          | CI              | -               | -               | -                  | -                  | -                  | -           | -           | -           | 2      | 0      |
| Totale carriera | Totale carriera | Totale carriera | 377        | 125        |                 | 28              | 14              |                    | 56                 | 9                  |             | 5           | 0           | 466    | 148    |

### Cronologia presenze e reti in nazionale
| Cronologia completa delle presenze e delle reti in nazionale ― Italia | Cronologia completa delle presenze e delle reti in nazionale ― Italia | Cronologia completa delle presenze e delle reti in nazionale ― Italia | Cronologia completa delle presenze e delle reti in nazionale ― Italia | Cronologia completa delle presenze e delle reti in nazionale ― Italia | Cronologia completa delle presenze e delle reti in nazionale ― Italia | Cronologia completa delle presenze e delle reti in nazionale ― Italia | Cronologia completa delle presenze e delle reti in nazionale ― Italia |
| Data                                                                  | Città                                                                 | In casa                                                               | Risultato                                                             | Ospiti                                                                | Competizione                                                          | Reti                                                                  | Note                                                                  |
| --------------------------------------------------------------------- | --------------------------------------------------------------------- | --------------------------------------------------------------------- | --------------------------------------------------------------------- | --------------------------------------------------------------------- | --------------------------------------------------------------------- | --------------------------------------------------------------------- | --------------------------------------------------------------------- |
| 9-2-2011                                                              | Dortmund                                                              | Germania                                                              | 1 – 1                                                                 | Italia                                                                | Amichevole                                                            | -                                                                     | 74’                                                                   |
| 29-3-2011                                                             | Kiev                                                                  | Ucraina                                                               | 0 – 2                                                                 | Italia                                                                | Amichevole                                                            | -                                                                     | 46’                                                                   |
| 3-6-2011                                                              | Modena                                                                | Italia                                                                | 3 – 0                                                                 | Estonia                                                               | Qual. Euro 2012                                                       | -                                                                     | 79’                                                                   |
| 7-6-2011                                                              | Liegi                                                                 | Italia                                                                | 0 – 2                                                                 | Irlanda                                                               | Amichevole                                                            | -                                                                     | 59’                                                                   |
| 7-10-2011                                                             | Belgrado                                                              | Serbia                                                                | 1 – 1                                                                 | Italia                                                                | Qual. Euro 2012                                                       | -                                                                     | 67’                                                                   |
| 11-10-2011                                                            | Pescara                                                               | Italia                                                                | 3 – 0                                                                 | Irlanda del Nord                                                      | Qual. Euro 2012                                                       | -                                                                     |                                                                       |
| 29-2-2012                                                             | Genova                                                                | Italia                                                                | 0 – 1                                                                 | Stati Uniti                                                           | Amichevole                                                            | -                                                                     |                                                                       |
| 1-6-2012                                                              | Zurigo                                                                | Italia                                                                | 0 – 3                                                                 | Russia                                                                | Amichevole                                                            | -                                                                     | 68’                                                                   |
| 10-6-2012                                                             | Danzica                                                               | Spagna                                                                | 1 – 1                                                                 | Italia                                                                | Euro 2012 - 1º turno                                                  | -                                                                     | 65’                                                                   |
| 14-6-2012                                                             | Poznań                                                                | Italia                                                                | 1 – 1                                                                 | Croazia                                                               | Euro 2012 - 1º turno                                                  | -                                                                     | 83’                                                                   |
| 7-9-2012                                                              | Sofia                                                                 | Bulgaria                                                              | 2 – 2                                                                 | Italia                                                                | Qual. Mondiali 2014                                                   | -                                                                     | 74’                                                                   |
| 11-9-2012                                                             | Modena                                                                | Italia                                                                | 2 – 0                                                                 | Malta                                                                 | Qual. Mondiali 2014                                                   | -                                                                     | 82’                                                                   |
| 12-10-2012                                                            | Erevan                                                                | Armenia                                                               | 1 – 3                                                                 | Italia                                                                | Qual. Mondiali 2014                                                   | -                                                                     | 46’ 60’                                                               |
| 14-11-2012                                                            | Parma                                                                 | Italia                                                                | 1 – 2                                                                 | Francia                                                               | Amichevole                                                            | -                                                                     | 70’                                                                   |
| 7-6-2013                                                              | Praga                                                                 | Rep. Ceca                                                             | 0 – 0                                                                 | Italia                                                                | Qual. Mondiali 2014                                                   | -                                                                     | 46’                                                                   |
| 19-6-2013                                                             | Recife                                                                | Italia                                                                | 4 – 3                                                                 | Giappone                                                              | Conf. Cup 2013 - 1º turno                                             | 1                                                                     | 30’                                                                   |
| 27-6-2013                                                             | Fortaleza                                                             | Spagna                                                                | 0 – 0 dts (7 – 6 dtr)                                                 | Italia                                                                | Conf. Cup 2013 - Semifinale                                           | -                                                                     | 91’                                                                   |
| 4-9-2014                                                              | Bari                                                                  | Italia                                                                | 2 – 0                                                                 | Paesi Bassi                                                           | Amichevole                                                            | -                                                                     | 77’                                                                   |
| 10-10-2014                                                            | Palermo                                                               | Italia                                                                | 2 – 1                                                                 | Azerbaigian                                                           | Qual. Euro 2016                                                       | -                                                                     | 77’                                                                   |
| 13-10-2014                                                            | Ta' Qali                                                              | Malta                                                                 | 0 – 1                                                                 | Italia                                                                | Qual. Euro 2016                                                       | -                                                                     | 65’                                                                   |
| 18-11-2014                                                            | Genova                                                                | Italia                                                                | 1 – 0                                                                 | Albania                                                               | Amichevole                                                            | -                                                                     | 65’                                                                   |
| 10-10-2015                                                            | Baku                                                                  | Azerbaigian                                                           | 1 – 3                                                                 | Italia                                                                | Qual. Euro 2016                                                       | -                                                                     | 78’                                                                   |
| 13-10-2015                                                            | Roma                                                                  | Italia                                                                | 2 – 1                                                                 | Norvegia                                                              | Qual. Euro 2016                                                       | -                                                                     | 62’                                                                   |
| Totale                                                                |                                                                       | Presenze                                                              | 23                                                                    |                                                                       | Reti                                                                  | 1                                                                     |                                                                       |

| Cronologia completa delle presenze e delle reti in nazionale ― Italia olimpica | Cronologia completa delle presenze e delle reti in nazionale ― Italia olimpica | Cronologia completa delle presenze e delle reti in nazionale ― Italia olimpica | Cronologia completa delle presenze e delle reti in nazionale ― Italia olimpica | Cronologia completa delle presenze e delle reti in nazionale ― Italia olimpica | Cronologia completa delle presenze e delle reti in nazionale ― Italia olimpica | Cronologia completa delle presenze e delle reti in nazionale ― Italia olimpica | Cronologia completa delle presenze e delle reti in nazionale ― Italia olimpica |
| Data                                                                           | Città                                                                          | In casa                                                                        | Risultato                                                                      | Ospiti                                                                         | Competizione                                                                   | Reti                                                                           | Note                                                                           |
| ------------------------------------------------------------------------------ | ------------------------------------------------------------------------------ | ------------------------------------------------------------------------------ | ------------------------------------------------------------------------------ | ------------------------------------------------------------------------------ | ------------------------------------------------------------------------------ | ------------------------------------------------------------------------------ | ------------------------------------------------------------------------------ |
| 21-5-2008                                                                      | Tolone                                                                         | Costa d'Avorio olimpica                                                        | 0 – 2                                                                          | Italia olimpica                                                                | Torneo di Tolone 2008 - 1º turno                                               | 2                                                                              |                                                                                |
| 23-5-2008                                                                      | La Seyne-sur-Mer                                                               | Italia olimpica                                                                | 2 – 1                                                                          | Turchia under 23                                                               | Torneo di Tolone 2008 - 1º turno                                               | -                                                                              | 76’                                                                            |
| 25-5-2008                                                                      | Tolone                                                                         | Italia olimpica                                                                | 2 – 0                                                                          | Stati Uniti olimpica                                                           | Torneo di Tolone 2008 - 1º turno                                               | -                                                                              | 46’                                                                            |
| 27-5-2008                                                                      | Tolone                                                                         | Italia olimpica                                                                | 0 – 0 dts (5 - 4 dcr)                                                          | Giappone olimpica                                                              | Torneo di Tolone 2008 - Semifinale                                             | -                                                                              |                                                                                |
| 29-5-2008                                                                      | Tolone                                                                         | Cile under 23                                                                  | 0 – 1                                                                          | Italia olimpica                                                                | Torneo di Tolone 2008 - Finale                                                 | -                                                                              | 69’                                                                            |
| 22-7-2008                                                                      | Pistoia                                                                        | Italia olimpica                                                                | 1 – 1                                                                          | Romania under 21                                                               | Amichevole                                                                     | -                                                                              | 70’                                                                            |
| 7-8-2008                                                                       | Qinhuangdao                                                                    | Honduras olimpica                                                              | 0 – 3                                                                          | Italia olimpica                                                                | Olimpiadi 2008 - 1º turno                                                      | 1                                                                              | 79’                                                                            |
| 10-8-2008                                                                      | Qinhuangdao                                                                    | Italia olimpica                                                                | 3 – 0                                                                          | Corea del Sud olimpica                                                         | Olimpiadi 2008 - 1º turno                                                      | -                                                                              | 77’                                                                            |
| 13-8-2008                                                                      | Tientsin                                                                       | Camerun olimpica                                                               | 0 – 0                                                                          | Italia olimpica                                                                | Olimpiadi 2008 - 1º turno                                                      | -                                                                              | 88’                                                                            |
| 16-8-2008                                                                      | Pechino                                                                        | Italia olimpica                                                                | 2 – 3                                                                          | Belgio olimpica                                                                | Olimpiadi 2008 - Quarti di finale                                              | -                                                                              |                                                                                |
| Totale                                                                         |                                                                                | Presenze                                                                       | 10                                                                             |                                                                                | Reti                                                                           | 3                                                                              |                                                                                |

### Record
- Calciatore ad avere realizzato più gol in partite ufficiali con il Toronto (83).[112]
- Unico calciatore italiano ad avere segnato almeno un gol nelle massime competizioni internazionali di tre continenti diversi (con Empoli, Juventus e Parma in Europa, con il Toronto in Nord America, con l'Al-Hilal in Asia).[113]

## Palmarès

### Club

#### Competizioni giovanili
- Torneo di Viareggio: 1

Juventus: 2005
- Campionato Primavera: 1

Juventus: 2005-2006
- Supercoppa Primavera: 1

Juventus: 2006
- Coppa Italia Primavera: 1

Juventus: 2006-2007

#### Competizioni nazionali
- Campionato italiano di Serie B: 1

Juventus: 2006-2007
- Supercoppa italiana: 2

Juventus: 2012, 2013
- Campionato italiano: 2

Juventus: 2012-2013, 2013-2014
- Canadian Championship: 3

Toronto: 2016, 2017, 2018
- MLS Supporters' Shield: 1

Toronto: 2017
- Campionato MLS: 1

Toronto: 2017
- Campionato saudita: 2

Al Hilal: 2019-2020, 2020-2021
- Coppa del Re dei Campioni: 1

Al Hilal: 2019-2020

#### Competizioni internazionali
- AFC Champions League: 1

Al Hilal: 2019

### Nazionale
- Torneo di Tolone: 1

2008

### Individuale
- Miglior giocatore della fase finale del Campionato Primavera (Guerin Sportivo): 1

2005-2006
- Miglior giocatore del Torneo di Tolone: 1

2008
- Selezione UEFA dell'Europeo Under-21: 1

Svezia 2009
- Capocannoniere della Major League Soccer: 1

2015 (22 gol, a pari merito con Kei Kamara)
- Miglior assist-man della Major League Soccer: 1

2015 (16 assist)
- MLS Golden Boot: 1

2015
- Miglior debuttante della Major League Soccer: 1

2015
- Premio MVP della Major League Soccer: 1

2015
- MLS Best XI: 3

2015, 2016, 2017
- George Gross Memorial Trophy: 1

2017
- Capocannoniere del Canadian Championship: 1

2017 (3 gol)
- CONCACAF Champions League Golden Ball: 1

2018
- Squadra della stagione della CONCACAF Champions League: 1

2018